# Calle Lavalle
Lavalle es una concurrida calle, peatonal desde Avenida Leandro N. Alem hasta Carlos Pelllegrini, que se inicia en la llamada zona centro de la ciudad de Buenos Aires, Argentina. Su actual nombre le fue dado en 1878, en honor de Juan Galo de Lavalle.
Conocida durante todo el siglo XX como “la calle de los cines”, en los años 1990 sufrió una progresiva decadencia. Hacía 2007 la peatonal había revivido de la mano del turismo.

## Características

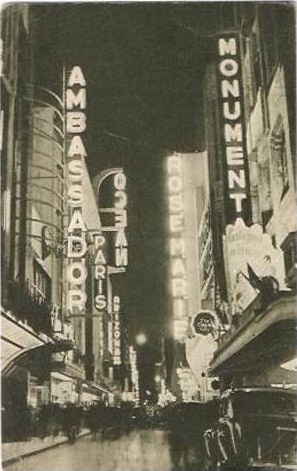
Lavalle en los años '40

Recorre los barrios de San Nicolás, Balvanera y Almagro con dirección este-oeste. Se caracterizó por su gran cantidad de salas de cine, de los cuales hoy quedan unos pocos. Comenzó a tener un tramo peatonal en 1978. En 2007, en recuerdo a los clásicos cines, fueron colocadas placas de granito sobre el suelo, con los nombres de las diversas salas, frente a los terrenos donde alguna vez éstos se hallaron.
Corre paralelamente a la Avenida Corrientes, teniendo a 100 m numerosas estaciones de la Línea B de subterráneos.

## Recorrido
Nace en la Avenida E. Madero 502, a la altura del Dique 4 de Puerto Madero. Allí pasa entre el Luna Park y la Torre Bouchard y bordea la Plaza Roma.
Desde Leandro N. Alem hasta Carlos Pellegrini es una calle peatonal. Entre Alem y la calle 25 de mayo está, en la vereda norte, el Edificio Bunge & Born, de estilo flamenco. Del lado opuesto, el Edificio Houlder, ocupado por el Banco Meridian, y cruzando la calle se alza la moderna Torre 25 de Mayo. En el n.º 332 hay una pequeña y curiosa casa de estilo tudor y en el n.º 451 está la Comisaría n.º 1 de la Policía Federal. 
A la altura 600, hace intersección con la Calle Florida, en el n.º 780 está el Cine Monumental, edificio de estilo art deco tapado por su marquesina moderna, en el n.º 869 está el Cine Atlas Lavalle y en el n.º 940 un gran templo de la Iglesia Universal. Al cruzar la Avenida 9 de Julio (cercana al Obelisco) pasa por el café Petit Colón (en la esquina con Libertad), recorre el lado sur de Plaza Lavalle y el Palacio de Tribunales, en una zona donde abundan los estudios de abogados. Luego de cruzar Avenida Callao y la Iglesia y Universidad del Salvador ingresa en el barrio de Balvanera, una zona más residencial. En el n.º 1958 está la Comisaría n.º 5 de la Policía Federal y en el cruce de la calle Junín se destaca un edificio estilo art deco, del arquitecto Alejandro Virasoro. En el n.º 2366 está la Escuela Primaria Municipal n.º 10 (D.E. 1) "Presidente Manuel Quintana" y en el n.º 2621 está la Comisaría n.º 7 de la Policía Federal. Entre las calles Agüero y Gallo está el Abasto Shopping, antiguo mercado, cuyo edificio monumental data de 1934, frente a un hipermercado Coto. 
Ya en el barrio de Almagro está el conjunto Torres del Abasto, y en el cruce de la Avenida Medrano un predio de la Universidad Tecnológica Nacional. La calle Lavalle finaliza en una plazoleta triangular en Gascón 1100, casi esquina con Avenida Córdoba. Es paralela a la Avenida Corrientes, hasta Jean Jaurés, a partir de donde se aleja de ella para acercarse a la Av. Córdoba.

## Historia
Desde 1857 y hasta 1884 circuló por esta calle el Ferrocarril Oeste de Buenos Aires, entre Libertad y la Avenida Callao. En esta zona se nota que la calle es más ancha de lo normal para la ciudad de Buenos Aires. En 1977, el tramo entre las calles San Martín y Cerrito fue transformado en peatonal. 
En los años '90 con la llegada de los primeros shoppings con complejos multicines a Buenos Aires. Desde el Unicenter (1988), mientras aparecían cadenas como Village, Cinemark y Hoyts ( todos llegados en 1997). Varios cines de la peatonal cerraron, solo quedaron el Monumental, el Atlas Lavalle y el Electric. En el año 2010 cerró el Atlas[cita requerida], y años más tarde el ex Cine Electric (llamado por entonces Monumental, al igual que el Monumental original que se encuentra a unos 70 metros de distancia al otro lado de Esmeralda) fue transformado en un gimnasio, con lo cual el Monumental (el original) quedó como único sobreviviente de la época de oro del cine en la calle Lavalle, aunque transformado ahora en un complejo de siete salas. Muchos de los viejos edificios fueron demolidos, pero algunos se mantuvieron, remodelados totalmente y usados para ferias, locales comerciales de baratijas, y templos de dos congregaciones neopentecostales de origen brasileño.

### La Calle de los Cines
En 1917 se instalaba en Lavalle 926 el Cine Select Lavalle, el primero de lo que sería una aglomeración de más de quince salas que se concentrarían en un tramo de menos de 4 cuadras de esta calle, en el sector entre Carlos Pellegrini y Maipú.
Algunos de los cines instalados en la calle Lavalle durante el siglo XX, de los cuales solo sigue en funcionamiento el Monumental fueron, siguiendo su ubicación de este a oeste:
- Luxor: Lavalle 669
- Arizona (luego Cineplex): Lavalle 727
- Ocean: Lavalle 739
- Rose Marie: Lavalle 750
- París: Lavalle 769
- Ambassador: Lavalle 777
- Monumental: Lavalle 780 (el único que sigue existiendo hasta la actualidad)
- Trocadero: Lavalle 820
- Electric: Lavalle 836
- Paramount: Lavalle 843
- Hindú (luego Alfa): Lavalle 846
- Sarmiento: Lavalle 852
- Normandie: Lavalle 855
- Metropol (luego Atlas): Lavalle 869
- Renacimiento (luego Beta y luego Concorde): Lavalle 925
- Select Lavalle: Lavalle 921
- Iguazú: Lavalle 940

### Remodelación de 2007 y resurgimiento
Hacía octubre de 2007 se informaba que la peatonal había revivido de la mano del turismo. Se emprendió una serie de obras que la dotaron veredas y luminarias nuevas. la obra permitió además extender la peatonal entre Florida y Leandro Alem, que antes solo iba desde la avenida 9 de Julio hasta San Martín, siendo inauguradas por el jefe de Gobierno porteño, Jorge Telerman. En la entrada y salida de cada cuadra se colocó una alfombra de hormigón donde se ubican los quioscos de diarios y cabinas telefónicas. Se instalaron cestos a lo largo de la franja de rejillas, se repararon las luminarias colgantes y se eliminaron las columnas con varios reflectores para facilitar el tránsito peatonal.

### Años recientes
En los últimos años se relevó alrededor de 25 locales cerrados, mientras que el resto se encontraba en las galerías, que desde hace muchos años se vieron perjudicadas por los centros comerciales. Ya no la visitan tanto los turistas extranjeros, lo que explica en parte la caída de las ventas. Por otro lado, la competencia con los manteros también es un factor que perjudicó a los comerciantes. En 2015 cerró la sala donde funcionaban el cine y el teatro de la Universidad, en calle Lavalle, siendo el último que quedaba de la peatonal y del microcentro. Un año después, por disposición del gobierno de la ciudad, cerró el Bingo Lavalle, una casa de apuestas y juegos de azar. También cerró sus puertas el complejo de salas cinematográficas Tita Merello (que dependía del Estado, y se encontraba sobre la calle Suipacha a media cuadra de Lavalle al 900), ya que el contrato con el INCAA llegaba a su fin, y cerraron sus puertas el Normandie y el Atlas, los más antiguos de la calle Lavalle.

## Cruces y lugares de interés
- 0: Avenida Eduardo Madero - Luna Park - Inicio de circulación ascendente
- 200: Avenida Leandro N. Alem - Estaciones Leandro N. Alem y Correo Central de las Líneas B y E del Subte de Buenos Aires - Metrobús del Bajo Parada Lavalle - Plaza Roma - Inicio de tramo peatonal
- 300: Calle 25 de Mayo
- 400: Calle Reconquista
- 500: Calle San Martin
- 600: Calle Florida - Estación Florida de la Línea B del Subte
- 800: Calle Esmeralda - Estación Lavalle de la Línea C del Subte
- 1050: Avenida 9 de Julio - Plaza de la República - Obelisco de Buenos Aires - Estaciones Carlos Pellegrini, Diagonal Norte y 9 de Julio de las Líneas B, C y D del Subte - Metrobús 9 de Julio Parada Obelisco Norte - Inicio de circulación ascendente
- 1100: Calle Cerrito - Teatro Colón
- 1200: Calle Libertad - Diagonal Norte Roque Sáenz Peña - Plaza Lavalle
- 1300: Calle Talcahuano - Palacio de Justicia de la Nación - Estación Tribunales de la Línea D del Subte - Inicio de calzada ancha
- 1400: Calle Uruguay - Estación Uruguay de la Línea B del Subte
- 1800: Avenida Callao - Pasaje Enrique Santos Discépolo - Universidad del Salvador - Estación Callao-Alfredo Bravo de la Línea B del Subte - Inicio de calzada angosta
- 2300: Calle Pasteur - Asociación Mutual Israelita Argentina - Estación Pasteur-AMIA de la Línea B del Subte
- 2700: Avenida Pueyrredón - Estaciones Pueyrredón y Corrientes de las Líneas B y H del Subte
- 3000: Calle Jean Jaurés - Museo Casa de Carlos Gardel
- 3100: Calle Tomás de Anchorena - Abasto de Buenos Aires
- 3900: Avenida Medrano
- 4100: Calle Gascón - Avenida Córdoba - Avenida Estado de Israel - Sanatorio Güemes

## Imágenes

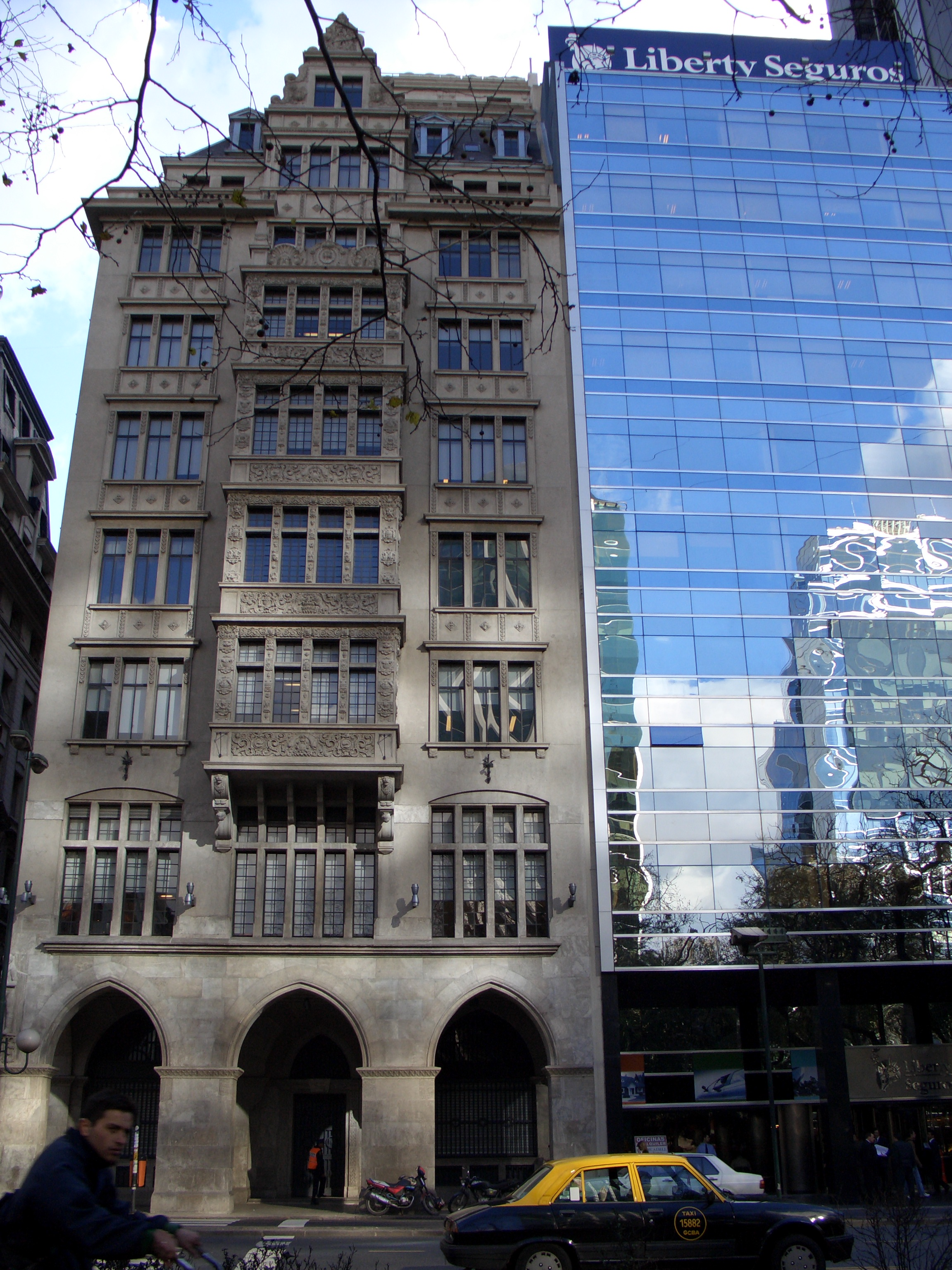
Edificio Bunge y Born
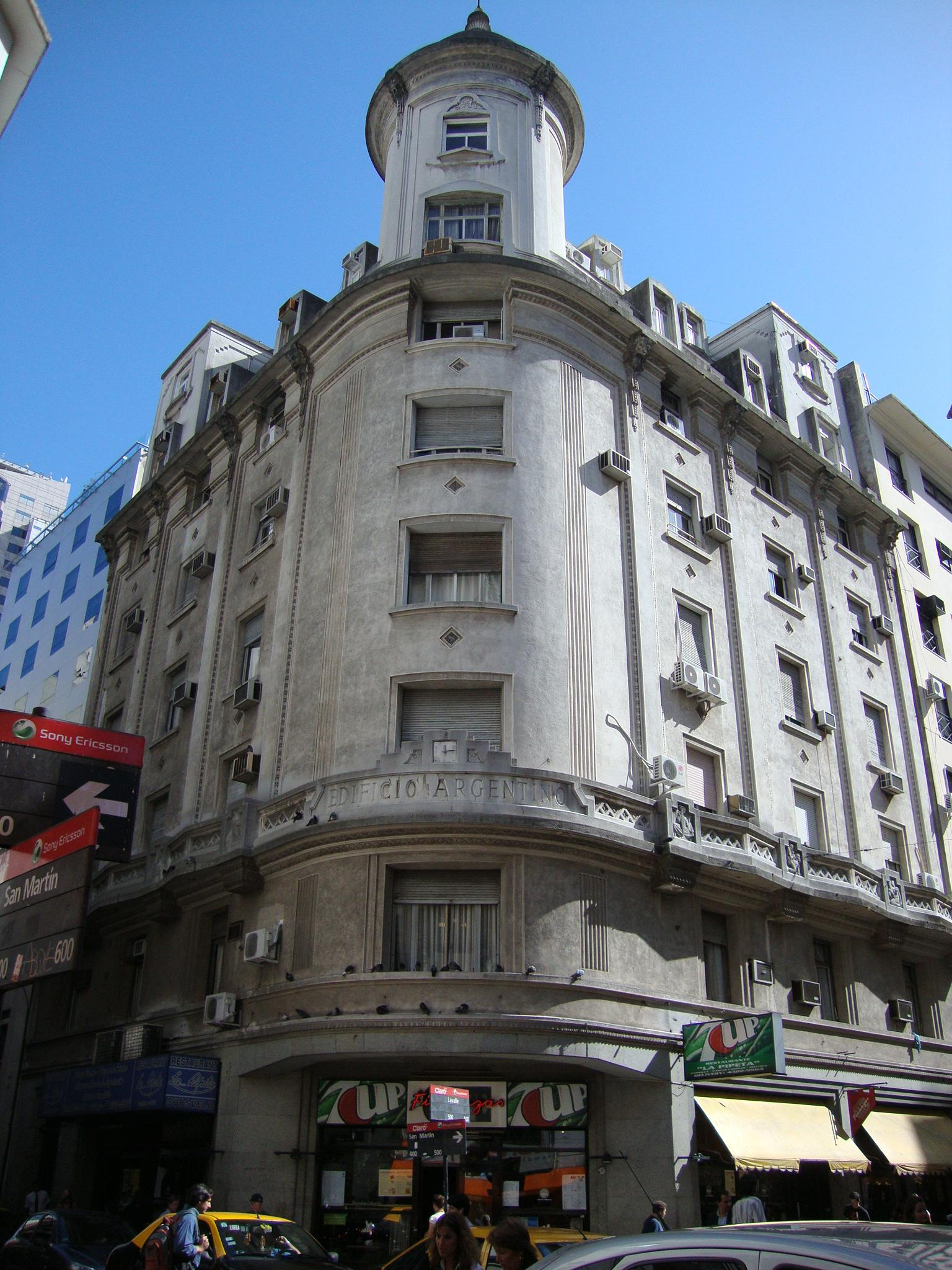
Edificio "Argentino" (Lavalle y San Martín)
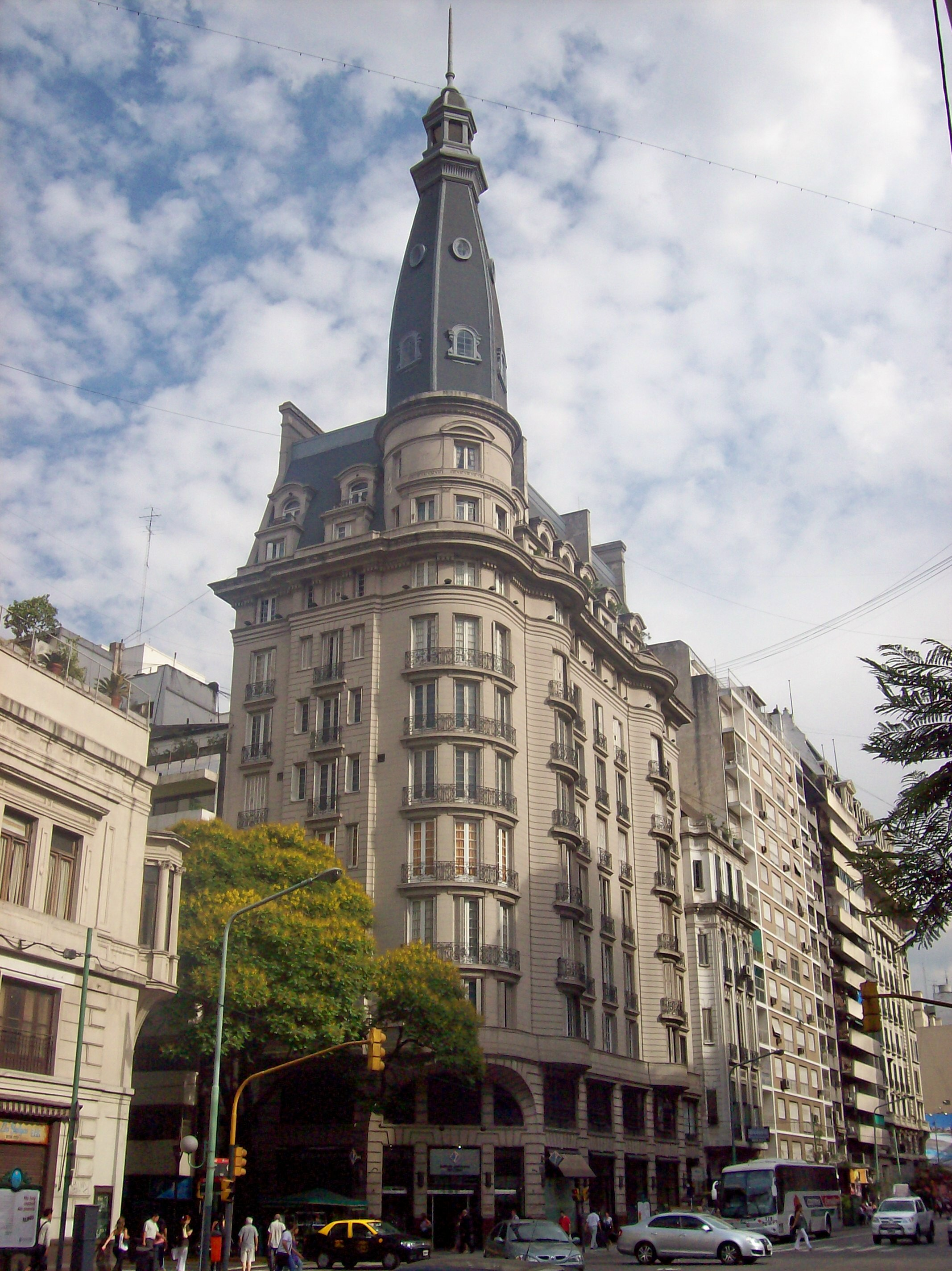
Edificio en Lavalle y Av. Callao (esq. SE)
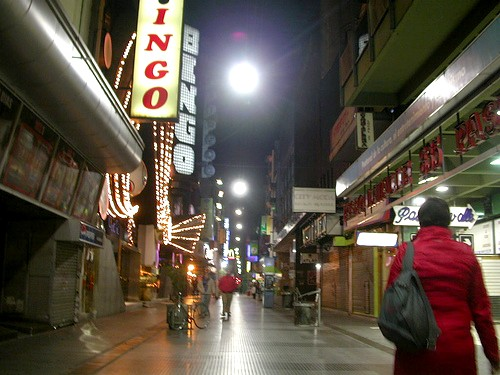
Calle Lavalle al 800
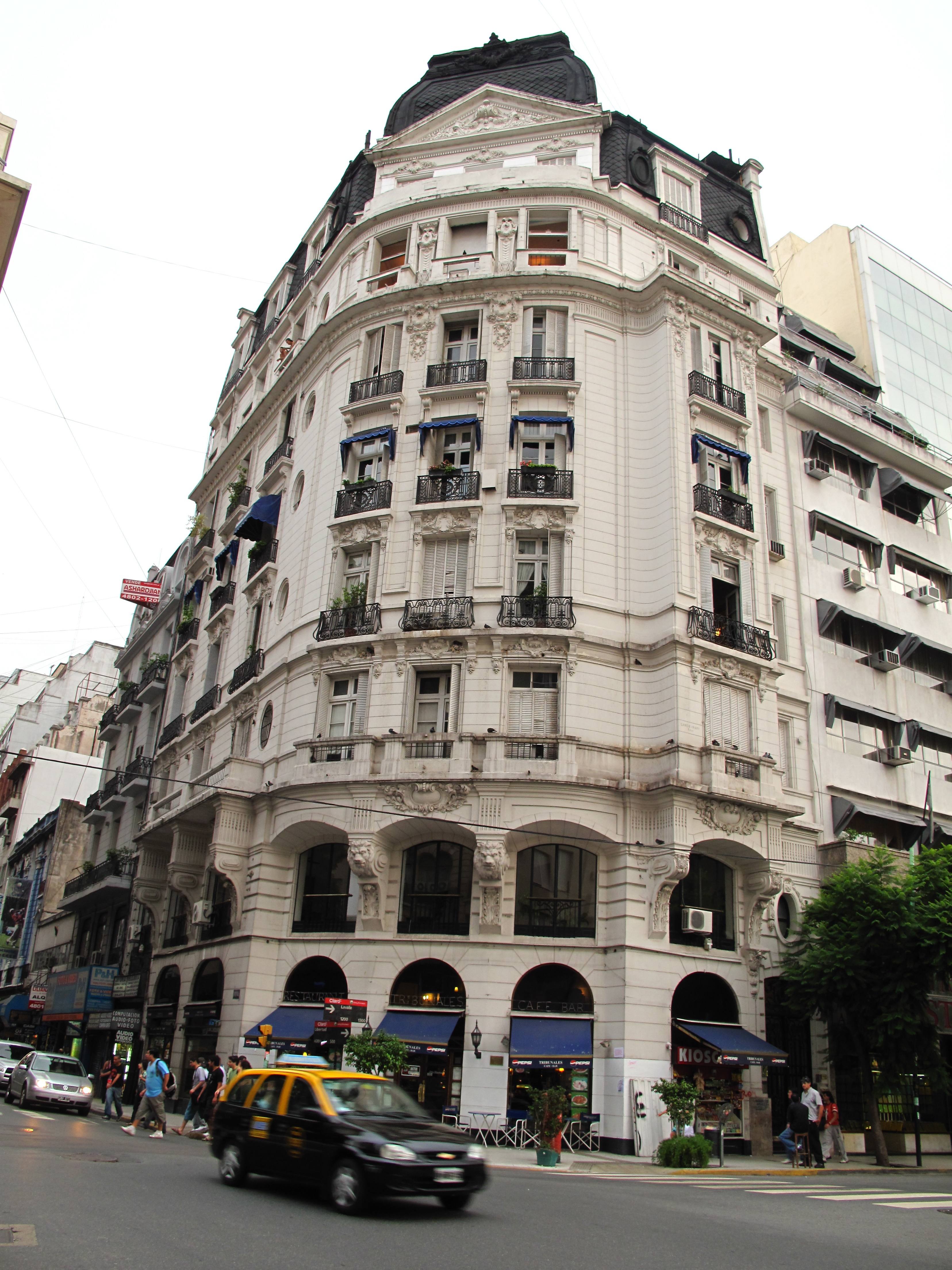
Lavalle esquina Libertad